# سیاست‌های اجتماعی رضاشاه

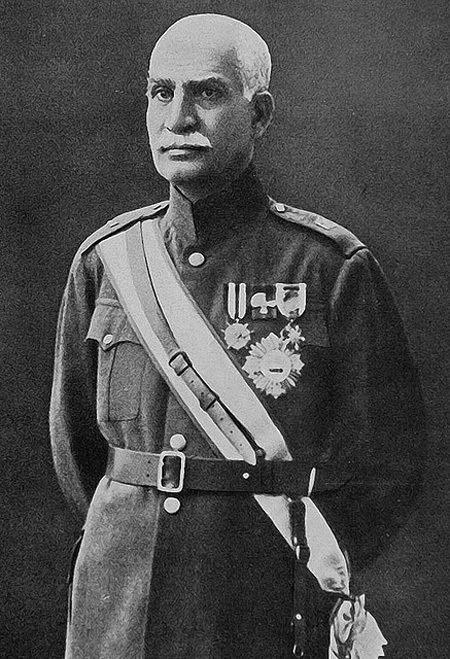
رضاشاه، کسی که از طبقهٔ پایین جامعه به پادشاهی رسید و در ۱۶ سال، با کارنامه‌ای قابل توجه از اصلاحات، کشورش را به‌سوی مدرن‌سازی برد.

سیاست‌های اجتماعی رضاشاه شامل تغییراتی گسترده در کشوری بود که سال‌ها جز بی‌نظمی ندیده‌بود. در دوران پادشاهی رضاشاه، بازساخت آموزشی و قضایی ایران، انجام شد که اساس یک دولت مدرن ایرانی را بنا نهاد و از نفوذ طبقات مذهبی، کاست. طیف گسترده‌ای از امور حقوقی که پیش‌تر در کنترل مذهب شیعه بود، دیگر یا توسط دادگاه‌های سکولار اداره می‌شد یا توسط بوروکراسی‌های دولتی نظارت می‌شد که در نتیجه، وضع زنان کشور بهبود یافت. سنت حجاب زنان منع شد، کمینهٔ سن ازدواج افزایش یافت و قوانین سختگیرانهٔ مذهبی طلاق، منصفانه‌تر شدند. شاه جدید همچنین شمار و دسترسی‌پذیری آموزشگاه‌های سکولار را برای هم پسران هم دختران، افزایش داد و دانشگاه‌های بزرگی چون دانشگاه تهران ساخته شد تا یکی دیگر از انحصارهای روحانیت ایران، این بار در آموزش، از بین برود. در همین حال، در دوران وی، مطبوعات در خفقان بودند.
تصمیم وی در مورد چادربرداری دارای پیامدی چون رویارویی خشونت‌آمیز با روحانیان بود. پس از این رویارویی، وی هرگز نقشی حتی تشریفاتی، برای روحانیت در ادارهٔ کشور، قائل نشد. در مسلمان بودن وی، تردیدی نبوده‌است اما وی رسوم مذهبی را رعایت نمی‌کرد و در مواردی با روحانیت شیعهٔ ایران، با خشونت برخورد کرد. سخنان و بسیاری از اقدامات او، نشانی از ملی‌گرایی‌اش دارند؛ بعد دیگر گرایش‌های ملی‌گرایانهٔ او، تأکیدش بر ساخت هویت ملی ایرانی بر پایهٔ فرهنگ، زبان، پرچم، آیین و سنن واحد است. به احتمال بالا در کل، وی ایرانی یکپارچه و واحد می‌خواست. ممنوعیت برده‌داری در ایران نیز در دوران او، انجام شد.
از دید سیاست بهداشت یا سلامتی، وی بهداشت در ایران را نیز سامان داد و در دورانش، بیمارستان‌هایی در تهران و استان‌های ایران، ساخته و تجهیز شدند. با روی کار آمدن رضاشاه افزون بر ایجاد مراکز درمان و بهداشتی، برای ریشه‌کنی بیماری‌های همه‌گیر و درمان بیماران، اقدامات قابل توجهی شد. ساخت نخستین زیرساخت‌های همگانی مدرن ایران همچون نیروگاه، کارخانه‌های نوین، سیستم ترابری جدید، سیستم ارتباطات انسانی، نهادهای مالی و ادارات نیز در همین دوره انجام شد. فناوری نیز در بسیاری از عرصه‌ها، حتی کشاورزی، دخیل گشت.

## آموزش، پژوهش و هنر
در دورهٔ حکومت وی، آموزش اجباری رایگان که پیش از این و در دورهٔ مشروطیت برای کودکان اجباری شده بود، به تدریج برآورده شد. همچنین در این دوره، برای نخستین بار پس از تأسیس دارالفنون به دست امیرکبیر، مراکز ایرانی و دولتی آموزش عالی مانند دانشگاه تهران تأسیس گردید. همچنین با تصویب قوانین حمایتی مانند معافیت یک‌سالهٔ محصلین مدارس متوسطه و تأکید بر نظام آموزش عالی، مدارس متوسطهٔ رایگان دولتی نیز شکل گرفت.
به‌طور دقیق‌تر، پیش از رضاشاه سوادآموزی در ایران، در جاهایی با نام مکتب‌خانه در مسجدها یا خانه‌های شخصی انجام می‌شده‌است. آموزگاران نیز ملا و ملاباجی بودند و خود اینها نیز تنها سواد خواندن و نوشتن داشته‌اند. در تهران و شهرهای بزرگ نیز، آموزشگاه‌های حرفه‌ای انگشت‌شمار بودند و آموزش‌های ارائه شده نیز در موضوعات محدودی بودند. با آغاز پادشاهی رضاشاه، مکتب‌خانه‌ها همگی بسته شدند و برای نخستین‌بار، مدرسه‌های منظم و رایگان زیادی در سراسر ایران، پدیدار شد. سیستم آموزشی این آموزشگاه‌های نوین، بر پایهٔ کشورهای اروپایی بود و دارای کتاب‌های درسی بودند. نخستین دانشگاه‌ها و دانش‌سراهای مدرن ایرانی پدیدار شدند و ساختمان‌های تازه‌ای چون دانشسرای عالی، هنرستان‌های فنی و حرفه‌ای، هنرستان‌های صنعتی و دانشگاه تهران در شهرها پدید آمدند. مربیان و استادهای خارجی جهت بهبود سطح دانش استخدام شدند و دانشجویانی هم به خارج از کشور اعزام شدند. کم‌کم شمار ایرانیان باسواد، گسترش یافت و این تنها به شهرها محدود نمی‌شد. در بیشتر دهات‌ها نیز دبستان دایر شد و سازمان‌های پیشاهنگی، تربیت بدنی و ورزشی ایرانی پدیدار شدند. در رشته‌های فرهنگی و هنری همچون موسیقی، مجسمه‌سازی، تئاتر، نقاشی و غیره، هنرستان‌هایی بنیان‌گذاری شدند. کتابخانه‌هایی نیز در کشور گشایش یافت و برای حفظ آثار باستانی ایران، اقدام به جمع‌آوری عتیقه‌ها و تأسیس موزه‌ها (همچون موزه ایران باستان) شد.
برای برگزاری کنفرانس‌ها، نمایش‌ها و جشن‌ها نیز سالن‌های پرشماری ساخته شد. با وجود اینکه این ساخت‌وسازها و طرح‌ها برای نخستین‌بار در ایران اجرایی می‌شدند، اما در کشورهای پیشرفته و اروپایی آن دوره، دارای سابقه بودند.
یکی دیگر از کارهای فرهنگی و پژوهشی رضاشاه، بنیان‌گذاری فرهنگستان ایران و خارج کردن واژگان بیگانه همچون عربی و جایگزینی آنان با فارسی بوده‌است. چیزی که بعدها از سوی گروهی مورد نقد واقع شد.

## گسترش زیرساختی و اقتصادی
نیاز به گسترش بازرگانی و تهدیدهای احتمالی از سوی انگلیس و شوروی، رضاشاه را به گسترش روابط تجاری با آلمان نازی در دههٔ ۱۹۳۰ سوق داد.
رضاشاه نخستین پادشاه ایرانی پس از دوران هخامنشیان بود که یک ارتش دائمی را برای کشورش، سازمان داد. وی بهداشت در ایران را نیز سامان داد و در دورانش، بیمارستان‌هایی در تهران و استان‌های ایران، ساخته و تجهیز شدند. ساخت نخستین زیرساخت‌های همگانی مدرن ایران همچون نیروگاه، کارخانه‌های نوین، سیستم ترابری جدید، سیستم ارتباطات انسانی، نهادهای مالی و ادارات نیز در همین دوره انجام شد. فناوری نیز در بسیاری از عرصه‌ها، حتی کشاورزی، دخیل گشت.

## بهداشت و سلامت
در دوران او، با بنیان‌گذاری دانشکده‌های داروسازی، پزشکی و دندان‌پزشکی، آموزش پزشک و متخصص، دایرسازی آموزشگاه‌های پرستاری و بهیاری و ساخت صدها بیمارستان و انواع درمانگاه در سراسر ایران، اقدام‌هایی گسترده برای بهداشت و درمان مردم ایران، صورت گرفت. اینها در حالی بود که پیش از روی کار آمدن رضاشاه، به دلیل نبود پزشک و دارو و مراکز بهداشت، بیماری‌های گوناگون و واگیردار، باعث درگذشت بسیاری می‌شد. بیماری‌هایی چون مالاریا، تراخم و کچلی شایع‌ترین بیماری‌هایی بودند که احتمالاً بیش از نیمی از ایرانیان، پیش از این، به چنین بیماری‌هایی مبتلا بودند. با روی کار آمدن رضاشاه افزون بر ایجاد مراکز درمان و بهداشتی، برای ریشه‌کنی بیماری‌های همه‌گیر و درمان بیماران، اقدامات فوق‌العاده‌ای شد.

## وضعیت و حقوق زنان
دستیابی به حقوق مدنی و شهروندی زنان ایرانی، در دوران رضاشاه پهلوی و در هنگام پروژه‌های نوسازی ایران نوین، انجام شد. در دوران او برای نخستین‌بار در جامعهٔ سنتی ایران، زنان توانستند از خانه خارج شده و به عرصه‌های اجتماعی پا گذارند. اجباری شدن آموزش برای هم پسران هم دختران و افزایش قشر باسواد نیز موضوع مهم دیگر بود. تغییراتی دیگر نیز رخ داد. اینکه زنان وارد اجتماع شوند و پیشه‌هایی چون آموزگاری، پرستاری، پزشکی و غیره را بگیرند، بدون آن که پوشش‌ها و کارهای سنتی چون روبنده و عدم سخن با نامحرم را کنار بگذارند، ممکن نبود. بنابراین، کشف حجاب از سوی حکومت وی صورت گرفت. با این وجود، دیدگاه دیگری نیز وجود دارد که این اقدام رضاشاه را، در جهت مخالفت با اسلام دانسته‌است. در حالی که دیدگاهی که در برابر آن است، می‌گوید رضاشاه این کار را پیش‌نیاز وارد ساختن زنان به عرصه‌های اجتماعی دانسته بود و از انجام آن، ناگریز بود. در جای دیگر، در برابر این یکی دیدگاه، این نگاه وجود دارد که این کار از اهداف مهم غربی‌ها بر علیه فرهنگ ایرانی اسلامی بوده‌است.
در بهمن ۱۳۱۳ و در آیین گشایش دانشگاه تهران، به دختران گفتند که بدون پوشیدن حجاب سنتی به دانشگاه بروند. در فروردین ۱۳۱۴، یک جشن در آموزشگاه شاپور شیراز برگزار گردید و دختران ایرانی بدون حجاب سنتی، به اجرای مراسمی ورزشی و پایکوبی با حضور علی اصغر حکمت، وزیر معارف و از سیاست‌مداران دوره پرداختند؛ سپس علمای دینی ایران، اعتراض کردند و در تلگرافی به شخص رضاشاه، گفتند رضایت ندارند؛ هرچند که رضاشاه به آنان، پاسخی نداد. در ۲۲ اردیبهشت ۱۳۱۴ «کانون بانوان» با فراخوانی علی‌اصغر حکمت و با آرمان‌هایی شامل آزادی زنان از حجاب با ریاست شمس پهلوی و هاجر تربیت شکل گرفت. از دیگر اقدامات مشابه نیز، برای نمونه برای خو گرفتن ایرانیان با آمیختگی زن و مرد، در اوایل ماه خرداد ۱۳۱۴، رضاشاه به وزرا، مدیران، رئیسان و کارمندان دولتی فرمان داد که هفته‌ای یک‌بار با همسرهای خود در کلوپ ایران، حاضر شوند.
مردم مذهبی ایران و به ویژه علمای دینی و روحانیت این کشور از این وضعیت نگران شدند و گهگاه اعتراض می‌کردند؛ اگرچه این اعتراض‌ها، سرکوب شدند. در اعتراضی در شهر مشهد، روحانیان شهر و گروهی از مردم در اعتراض به دگرگونی کلاه مردان و سیاست‌ها در کشف حجاب زنان کشور، در مسجد گوهرشاد به نشان داشتن اعتراض، بست‌نشینی کردند و در این هنگام، بر ضد حکومت، شعار دادند. در پایان، در ۱۷ دی ۱۳۱۴، با حضور شخص رضاشاه و همسر و دختران وی بدون داشتن حجاب سنتی اسلامی در جشن فارغ‌التحصیلی دانشرای مقدماتی دختران، کشف حجاب در ایران، چهره‌ای رسمی گرفت. در تاریخ پهلوی نیز به‌نام «روز آزادی بانوان» ثبت شد. منابع رسمی دولت پهلوی نیز آمارهایی خیره‌کننده از حضور و ورود زنان در عرصه‌های آموزشی، اجتماعی و اقتصادی ارائه می‌دادند. همچنین در ادامه بر پایهٔ گزارشی از خبرگزاری مهر در سال ۱۳۹۲، رضاشاه زنان ایرانی را «به زور» به همکاری‌کردن با دولت «وادار» می‌کرده‌است.
در بخش وضعیت زنان در این دوره، موضوع حجاب سنتی مورد توجه بسیاری بوده‌است؛ بر پایهٔ گفتهٔ حمیده صدقی، «سیاست غربی‌سازی» پیش از سفر شاه به ترکیه نیز شروع شده‌بود. به عنوان نمونه، رضاشاه در سال ۱۹۲۶/۱۳۰۵، شهربانی ایران را وظیفه‌دار کرد که از زنان کشور که مایل به رعایت حجاب سنتی در جای‌های همگانی نبودند، پشتیبانی کند.
محمود جم، رئیس‌الوزرای وقت، در خاطراتش به موضوع خواست رضاشاه برای کشف حجاب در ایران، اشاره دارد که پس از دیدن کردن از ترکیه، شاه به وی گفت: «نزدیک دو سال است که این موضوع سخت فکر مرا به خود مشغول داشته‌است؛ خصوصاً از وقتی که به ترکیه رفتم و زن‌های آنها را دیدم که «پیچه» و «حجاب» را دور انداخته و دوش‌به‌دوش مردهایشان در کارهای مملکت به آنها کمک می‌کنند». رضاشاه افزوده بود که «چادر و چاقچور دشمن ترقی و پیشرفت مردم است. درست حکم یک دمل را پیدا کرده که باید با احتیاط به آن نیشتر زد و از بینش برد.» او انزجار خویش را از چادر، به گونه‌ای اعلام کرده بود. با این وجود، رفع مسئلهٔ حجاب در ایران آن دوره، به آسانی ممکن نبود؛ حتی نزدیکان شاه نیز نخست، در این کار آسوده نبودند. دولتشاهی آخرین همسر رضاشاه، در خاطراتش از دورهٔ کشف حجاب در ایران، گفته‌است که «در آن ایام مسئله چادر نبود، بلکه بیشتر زنان چاقچور داشتند که با روبنده همراه بود». جم نیز در خاطراتش از روز هفدهم دی، نوشت که «رضاشاه لباس و آرایش زنان را تحسین کرد و گفت که اگر هم عیب و نقصی هست، خودشان باید رفع کنند». او از نخست‌وزیر نیز درخواست کرد که شمار این مجلس‌ها، افزایش یابد تا «خانم‌ها مرتب در آنها حضور یابند و بیشتر به آداب و رسوم اجتماع و معاشرت عادت کنند». رضا شاه در دانشسرای مقدماتی نطقی ایراد کرده‌است؛ وی گفت: «تاکنون نیمی از جمعیت کشور، به‌حساب نیامده و خانم‌ها را از هرگونه حقی، محروم کرده بودند… در صورتی که صرف نظر از وظایف مادری، آن‌ها می‌توانند دوشادوش مردها، خدماتی را عهده‌دار باشند».
عده‌ای از کارشناسان و فعالان حقوق زنان، قانون کشف حجاب در ایران را سرآغاز و شروع حضور زنان این کشور در عرصه‌های اجتماعی، پدیداری نسلی تحصیل کرده در میان زنان و حضور آن‌ها در پست‌های مدیریتی می‌دانند. بر پایهٔ گزارشی در کیهان لندن، «تاریخ واقعی آزادی پوشش زنان در عصر رضاشاه پهلوی، فراتر از اعلان رسمی آن توسط پادشاه، در تأسیس مدارس دخترانه، فعالیت‌های اجتماعی زنان نوگرا، حضور بانوان در اجتماع با پوشش‌های مدرن، مقالات نشریات نوگرا، ایجاد کانون‌های زنانه و مطبوعات زنانه، قرار دارد؛ اعلام رسمی آزادی پوشش زنان -که به غلط «کشف حجاب» نامیده شد- نتیجهٔ کوشش‌ها و افکار آزادیخواهانه و حق هویت مدرن زنان و مردان نوگرای ایران در کنار مدرنیزاسیون ایران و در آستانهٔ پدیداری هویت مدرن ایرانیان قرار داشت». این رسانه همچنین می‌نویسد: «رضاشاه پهلوی در برابر زنان آزاد از حجاب سنتی و بیان خواسته‌های حقوق اجتماعی- اخلاقی، ضمن تأیید و تأکید برخواسته زنان، فرمان آزادی پوشش را اعلام کرد».

### زنان در ارتش
نخستین سرتیپ زن ایرانی، تیمسار سرتیپ مرضیه ارفعی بوده‌است. در سال ۱۳۱۲ بود که او به فرمان رضاشاه با درجهٔ هم‌ردیف سروانی در خدمت ارتش شاهنشاهی ایران درآمد. این رویداد، آغاز کار رسمی زنان، در ارتش ایران نیز بود.

## رسانه‌ها
به گزارش تسنیم، «با کودتای رضاخان، فصل تازه‌ای از دوران سیاه سکوت (منظور رسانه‌ها) آغاز شد که تا شهریور ۱۳۲۰ ادامه یافت». همچنین این رسانه باور دارد که رضاشاه به گونه‌ای از مطبوعات برای تبلیغات به سود حکومت مرکزی بهره برده‌است.

## دین و روحانی‌گرایی
پذیرش و تحمل‌کردن همهٔ نوگرایی و دگرگونی‌های این دوره، برای جامعهٔ ایران، آسان نبود. با این حال، در نخستین سال‌های پادشاهی وی، آزادی بیان و انتقاد، تا اندازه‌ای وجود داشت اما کم‌کم، اعمال قدرت برای پیشبرد کارها، نظامی‌گری و تحمل نکردن انتقاد، بر فضای سیاسی ایران، حکم راند. همچنین سفر وی به ترکیه و مشاهداتی که در آنجا داشت، باعث شد بپندارد که نیاز است موانع پیشرفت را با سرعت بیشتری از پیش رو بردارد و به اقدامات خود، سرعت بخشد؛ حتی اگر به قیمت سختگیری‌های بیشتری باشد. نخستین تصمیم وی، چادربرداری و در پیامد آن، یک رویارویی خشونت‌آمیز با روحانیان بود. پس از این رویارویی، وی هرگز نقشی حتی تشریفاتی، برای روحانیت در ادارهٔ کشور، قائل نشد. در مسلمان بودن وی، تردیدی نبوده‌است اما وی رسوم مذهبی را رعایت نمی‌کرد و در مواردی با روحانیت شیعهٔ ایران، با خشونت برخورد کرد. با وجود این خشونت علیه روحانیت شیعه (پس از مخالفت‌های شدید آنان با تغییرات فرهنگی و غیرهٔ پیشنهادی رضاشاه) و حالت استبدادی که در دوره‌هایی حاکم شد، مردم عادی ایران در امنیت کامل بودند و این دوره با وجود استبداد، پر از خونریزی مخالفان یا دگراندیشان نبوده‌است. همین باعث شد که سرمایه‌گذاری خصوصی در آن دوره همواره در حال گسترش باشد و ایران، رونق ویژه‌ای داشته باشد.

## ملی‌گرایی
رضاشاه در جایی به لورین می‌گوید که: «نفوذ خارجی‌ها باعث شده‌است تا یک ایرانی به‌جای اتکا به دولت خودش، به یک دولت بیگانه متکی باشد و (این وضعیت) باید از بین برود». در هنگامی که وی قصد داشت به قدرت برسد، بخش قابل توجهی از جمعیت ایران، به‌جای وابستگی ملی، به ایل، قوم یا قبلیهٔ خود وفادار بودند یا به دولت‌های خارجی دلدادگی داشتند؛ در جنوب این کشور نیز عشایر ایرانی برای جلب پشتیبانی بریتانیا، با یکدیگر رقابت داشتند. رضاشاه باور داشت که برای رسیدن به نظم و استقلال، نیاز است عشایر خلع سلاح شوند و قدرت فیزیکی (احتمالاً منظور نظامی) دست دولت مرکزی باشد. بعد دیگر گرایش‌های ملی‌گرایانهٔ او، تأکید وی بر ساخت هویت ملی ایرانی بر پایهٔ فرهنگ، زبان، پرچم، آیین و سنن واحد است. در کل، وی ایرانی یکپارچه و واحد می‌خواست. مخالفت‌ها و ضدیت او با خارجی‌ها رنگ‌وبویی ناسیونالیستی و بیگانه‌ستیزانه داشت. به گونه‌ای که در دوران حاکمیت وی، به جز آلمانی‌ها آن هم تنها در بخش صنعتی، ایران در عمل، با هیچ کشور اروپایی مهم یا آمریکا، روابط گسترده‌ای نداشت.

### میهن‌دوستی
محمدابراهیم باستانی پاریزی تاریخ‌دان و نویسنده در کتاب خودش (شاهنامه آخرش خوش است، ۱۳۵۰) آورده‌است که، مراد اورنگ در سال ۱۳۰۸ داستان‌هایی از شاهنامه فردوسی را هر روزه در حضور رضاشاه نقل می‌کرد:
«شبی که قرار بود «روشنک» دختر «داریوش سوم» از سپاهان به سرزمین پارس نزد اسکندر برود، اسکندر اصرار داشت که مردم، پیش از حرکت او چراغانی کنند؛ در حالی که مردم اصفهان مانند همهٔ شهرها لباس ماتم بر تن داشتند و عزای ملی اعلام کرده بودند. مردم ایران، کشور و شاه و اینک شاهدخت را نیز از دست می‌دادند و فردوسی طی یک شعر، این چشم‌انداز را نمودار کرده…»
| ببستند آذین به شهر اندرون |  | لبان پر ز خنده، دلان پر ز خون |

در این‌جا رضاشاه بی‌اختیار شروع به گریستن کرد و ده دقیقه اشک می‌ریخت. تا آن زمان کسی گریه او را ندیده بود. پس از این اتفاق رضا شاه فوراً دستور ساختن آرامگاه فردوسی به شیوهٔ معماری هخامنشی را صادر کرد.

## لغو برده‌داری
در دوران سلطنت قاجاریان، شمار برده‌های سیاه‌پوستی که هر سال به ایران وارد می‌شده‌است، گاهی به ۲۰۰۰ تا ۳۰۰۰ تن نیز می‌رسید. بیشتر بردگان نیز حبشی یا زنگباری بوده‌اند. موضوع برده‌داری توسط انگلیس در دوران قاجاریان چندین‌بار به ایران اعلام و آگاهی‌رسانی شد اما تا ۱۸ بهمن ۱۳۰۷، در دورهٔ رضاشاه که مجلس ایران ممنوعیت رسمی برده‌داری را در کشور اعلام نمود، هرگز منع رسمی برای این مورد، داده نشده‌بود و این نخستین ممنوعیت رسمی کشوری بود. گزارشی در دنیای اقتصاد می‌گفت که پس از اعلام رسمی ممنوع بودن برده‌داری در ایران، این افراد همچنان در ایران بودند و احتمالاً بخشیده و آزاد شدند. به شکلی کلی، رضاشاه و وزیرانش، می‌دانستند که برده‌داری در ایران بدون یک منع قانونی به پایان نخواهد رسید. در نتیجه، مادهٔ واحدهٔ «قانون منع خرید و فروش برده در خاک ایران و آزادی برده در موقع ورود به مملکت» در ۱۸ بهمن ۱۳۰۷ در مجلس شورای ملی به تصویب رسید.